# Anochetus yunnanensis
Anochetus yunnanensis är en myrart som beskrevs av Wang 1993. Anochetus yunnanensis ingår i släktet Anochetus och familjen myror. Inga underarter finns listade i Catalogue of Life.